# ATIC (експеримент)

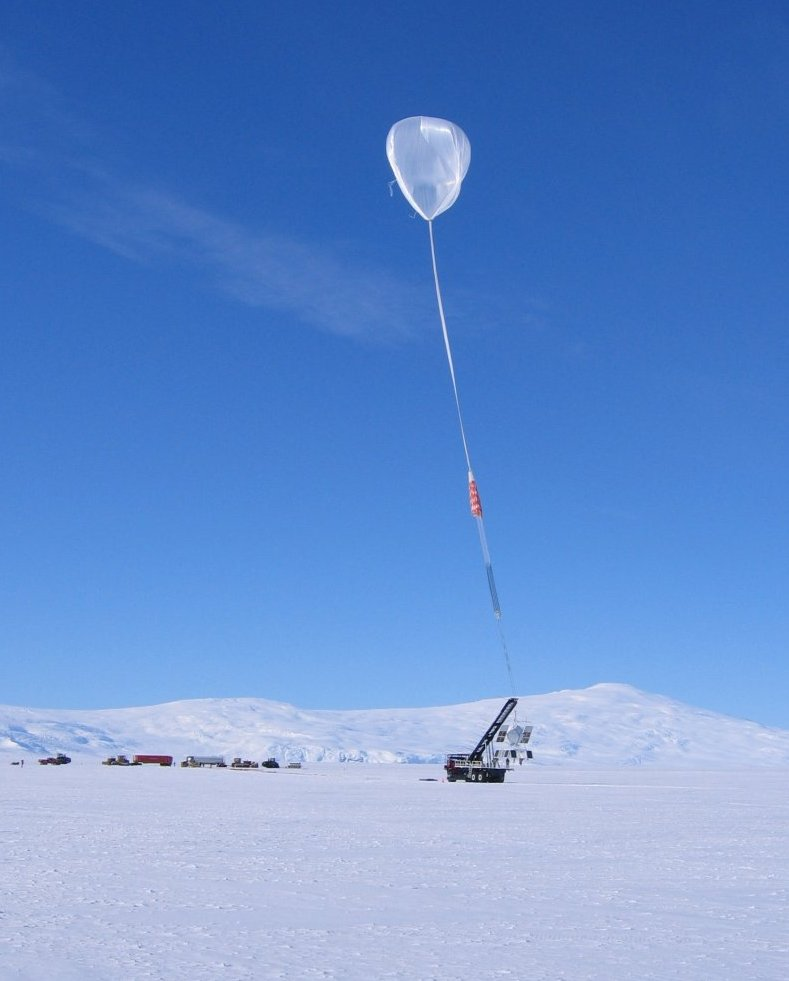
Запуск ATIC

ATIC (Advanced Thin Ionization Calorimeter, удосконалений тонкий іонізаційний калориметр) — пристрій для вимірювання енергії та складу космічних променів, який кілька разів запускався на повітряній кулі в стратосферу над Антарктидою. Вперше був запущений зі станції Мак-Мердо в грудні 2000 року і відтоді виконав три успішних польоти з чотирьох.

## Принцип роботи
Детектор працює за принципом іонізаційного калориметра: кілька шарів сцинтиляторного германату вісмуту випромінюють світло, коли на них потрапляють частинки, що дозволяє розрахувати енергію частинок. Для визначення електричного заряду частинок використовується кремнієва матриця.

## Учасники
В проєкті беруть участь:

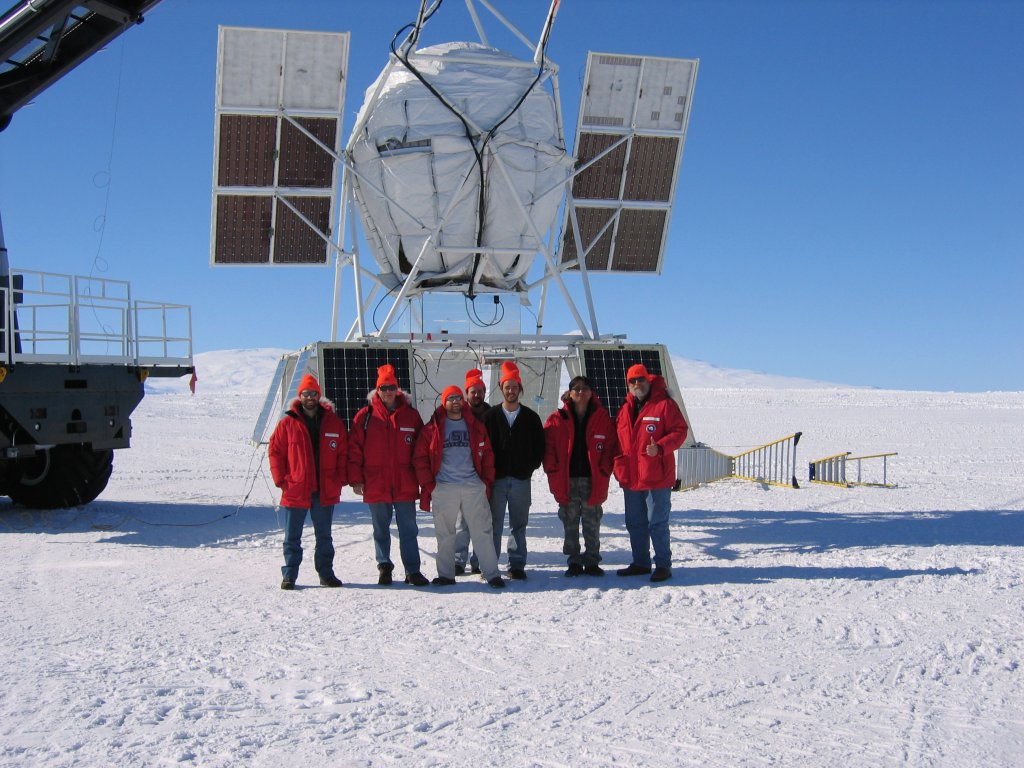
Команда та прилад

- Університет штату Луїзіана
- Університету Меріленду в Коледж-Парку
- Центр космічних польотів Маршалла
- Обсерваторії Пурпурової гори
- Московський державний університет
- Інститут дослідження Сонячної системи Макса Планка

ATIC підтримується в Сполучених Штатах НАСА, а польоти проводяться під егідою Офісу програми повітряних куль Випробувального центру на острові Воллопс персоналом Колумбійської наукової бази повітряних куль. Антарктична логістика забезпечується Національним науковим фондом та його підрядником Raytheon. Головним дослідником ATIC є Джон Вефел з Університету штату Луїзіана.

## Результати
У листопаді 2008 року дослідники опублікували в Nature статтю про виміряне ATIC в 2000 і 2003 роках перевищення кількості електронів з енергією в діапазоні 300—800 ГеВ над очікуваним галактичним фоном. Ці надлишкові електрони могли походити від близького пульсара або бути результатом зіткнень частинок темної матерії. Цей результат узгоджувався зі спостереженнями надлишку позитронів супутником PAMELA (ATIC не може відрізняти електрони від позитронів), але протирічили спостереженням космічного телескопа Фермі.